# We Are Pilots (v1)
A We Are Pilots a Shiny Toy Guns nevű együttes első albuma, mely 2005 januárjában jelent meg. Az album nem hivatalos címében azért szerepel a „v1”, vagyis első verzió, mivel az együttes későbbi albumai is ezen a címen jelentek meg más borítóval, újrarögzített régi és új számokkal.

## Az album dalai
1. „Don't Cry Out” – 4:12
2. „Rainy Monday” – 3:56
3. „Photograph” – 3:51
4. „Le Disko”– 3:26
5. „Shaken”– 3:54
6. „Turn to Real Life” – 3:27
7. „We Are Pilots”– 3:59
8. „The Weather Girl”– 4:42
9. „Waiting”– 4:25
10. „When They Came for Us”– 4:27
11. „Joel's Theme” – 2:52
12. „Sky Fell Over Me”– 3:56
13. „Ritz”– 2:46
14. „Rocketship”– 3:28
15. „I Promise You Walls” – 4:11